# Signy Coleman
Signy Coleman (Ross, Californië, 4 juli 1960) is een Amerikaans actrice. Ze speelde van 1988 tot 1989 de rol van Celeste DiNapoli, een hoer met een hart van goud, in de soapserie Santa Barbara. Coleman was korte tijd getrouwd met haar tegenspeler Vincent Irizarry, die ook in de serie haar geliefde was. Samen kregen ze een dochtertje.
Coleman studeerde ballet voordat ze als internationaal fotomodel werd ontdekt. Als actrice verscheen ze in onder meer The X-Files, The Young and the Restless en Guiding Light. In Y&R speelde ze een blinde vrouw, Hope Adams.
- Library of Congress Control Number: no2012015841
- Virtual International Authority File: 232246922
- WorldCat: E39PBJpjj4CX8tDHM4Q4FkFxjC